# Giacomo De Pieri
Giacomo De Pieri, né le 29 décembre 2006 à Trévise, est un footballeur italien qui évolue au poste de milieu offensif ou ailier à la Juve Stabia.

## Biographie

### Carrière en club
Originaire de Trévise, dans la province de Trévise en Italie,, Giacomo De Pieri est d'abord formé par la Liventina Opitergina à Motta di Livenza,. Il rejoint ensuite en 2020 le centre de formation de l'Inter Milan, où il s'illustre dans un premier temps en équipes de jeunes, s'imposant comme buteur régulier jusqu'à la Primavera, et la Ligue de la jeunesse,,, où il est protagoniste d'une équipe qui termine la phase de ligue avec 100% de victoire, contre des équipes comme Manchester City ou Arsenal,.
Dès l'été 2024, il est intégré au groupe professionnel de championnat d'Italie par Simone Inzaghi,,. Il joue son premier match avec l'équipe première du club le 30 janvier 2025, entrant en jeu lors d'un match de Ligue des champions, contre l'AS Monaco,.

### Carrière en sélection
Giacomo De Pieri est international italien junior convoqué notamment par Bernardo Corradi pour le championnat d'Europe avec les moins de 17 ans.
Il s'illustre ensuite également avec l'équipe des moins de 19 ans puis les moins de 20 ans.